# Myslkovice (zámek)
Zámek Myslkovice je původně tvrz, přestavěná na barokní zámek. Nachází se v okrese Tábor v centru obce Myslkovice (asi 16 km jihovýchodně od Tábora a 5 km severovýchodně od Soběslavi). Je dominantou obce, v jejímž majetku je od roku 2006, a stal se i jejím společenským centrem. Od roku 2016 je kulturní památkou.

## Historie
Nejstarší písemná zmínka o obci Myslkovice je z roku 1367. Tvrz byla postavena před rokem 1483, kdy ji získal Kuneš Dvořecký z Olbramovic. Majitelé se pak střídali; v roce 1666 tvrz s dalšími majetky koupil Jan Aleš Maximilián Koňas z Vydří († 1703). Ten pak nechal západně od tvrze postavit nový zámek, který byl dokončen v roce 1669. Okolo zámku vznikl park s altánem a barokní kašnou, obehnaný zdí.
V roce 1703 získal statek František Voračický z Paběnic (1677–1719), pak se opět střídali další majitelé a v roce 1877 koupili Myslkovice Vratislavové z Mitrovic. Těm byl po roce 1948 veškerý majetek zestátněn, zámek přešel do užívání obce a byl přestavěn na kulturní dům, který byl otevřen v roce 1961. Bývalá zámecká kaple svatého Antonína byla zazděna.
Po roce 1990 byl zámek, poznamenaný mnoha přestavbami, vrácen v restituci původním majitelům. Obec ale měla i nadále zájem o jeho užívání a Maxmilián Wratislav (1917–2002) jí ho za symbolickou cenu pronajal. V roce 2006 pak od jeho syna obec zámek (místními také nazývaný "Zámeček") odkoupila a zajistila jeho rekonstrukci.

## Popis
Dnešní podoba je výsledkem pseudoslohové úpravy z 19. století. Zámek je jednopatrový, jednokřídlový objekt nepravidelného půdorysu, na severovýchodní straně je hranolová věž se zvonovým patrem zastřešeným cibulovou bání. Střechy valbové, na jihozápadní straně budovy trojúhelné štíty. Na východní straně v hlavním vstupním průčelí je mírně předsazený, asymetricky řešený rizalit, nad jehož pravou částí je atikový štítek. Díky svému umístění nad mírným svahem i výrazné bílé a okrové fasádě se zámek uplatňuje v dálkových pohledech zejména od západu, přes místní Návesní rybník.
Památkově nejvýznamnějším prostorem zámku je velký sál v prvním patře (dochovaná valená klenba s výsečemi, na zdobených hranách výsečí zbytky polychromie).
Na nádvoří před zámkem je kamenná barokní kašna, v níž kdysi byla umístěna socha nazývaná Meluzína; ta je nyní na nádvoří zámku v Dírné.
Na severní, západní a jižní straně je zámek obklopený parkem, v jeho jižní části nad kamenným tarasem je památný dub letní. V jihozápadním rohu parku je altán s jehlancovou střechou.

## Další zajímavosti
Minulost obce je spojena s jejími židovskými obyvateli, kteří tu údajně žili již před rokem 1650. Postavili tu synagogu, školu, lázně a špitál. V roce 1850 žilo v Myslkovicích 65 židovských rodin, téměř polovina zdejších obyvatel. Po druhé světové válce se dochoval jen myslkovický židovský hřbitov, vzdálený od zámku asi 600 m severovýchodně.